# おおきなポケット
おおきなポケットは、福音館書店より発行されていた、子供向けの絵本・読物を掲載した月刊誌。略称「おおポケ」。1992年（平成4年）4月創刊。

## 概要
科学をテーマにした絵本1話と、通常の物語絵本1話（年度によっては2話）を掲載した雑誌形式。絵本紹介などの連載や、おたよりポケットと呼ばれる、全国の会員からのメッセージ、イラストを紹介するコーナーも掲載されている。
主に小学校低学年向けではあるが、中学年以上の会員も多く、子供から大人まで幅広い人気を得た作品もある。これらの人気があった作品は、単行本化もされている。2011年（平成23年）3月号をもって休刊。

## 単行本化された作品
- 「おおきなクマさんとちいさなヤマネくん」シリーズ（ふくざわゆみこ）
- 「かんがえるカエルくん」シリーズ（いわむらかずお）
- 「とちめんぼう劇場」（おかべりか）　『おじさんおばさん12か月』も収録
- よい子への道（おかべりか）　『これが真相だ!』も収録。
- よい子への道2（おかべりか）
- たわごと師たち（原作：エドワード・リア、絵：佐々木マキ）
- 怪盗スパンコール（佐々木マキ）
- 正しい暮らし方読本（五味太郎）
- 嘘ばっかし（天野祐吉、ミハラチカ）
- ねこが見た話（文：たかどのほうこ、絵：瓜南直子）
- ネネンとミシンのふしぎなたび（文：角野栄子、絵：原ゆたか）
- イモヅル式物語（スズキコージ）
- かっぱのねね子（こうの史代）

おおきなポケットまんが館
- トレジャーハンター山串団五郎（文：杉山亮、絵：さげさかのりこ）
- まみむめモンガくん（さえきとしお）
- トトとポンチョ（タイガー立石）